# Giro d'Italia 1937
Il Giro d'Italia 1937, venticinquesima edizione della "Corsa Rosa", si svolse in diciannove tappe dall'8 maggio al 30 maggio 1937, per un percorso totale di 3 840 km. La corsa fu dominata da Gino Bartali che, indossata la maglia rosa dopo la cronoscalata sul Terminillo, non la lasciò più entrando trionfante al velodromo Vigorelli.
Nel 1937 aumentò il numero di tappe, con 19 frazioni di cui quattro suddivise in semitappe per un totale di 23. Per la prima volta furono inserite nel programma le Dolomiti, con i passaggi su passo Rolle e Costalunga.

## Tappe
| Tappa  | Data      | Percorso                                      | km    | Vincitore di tappa | Leader cl. generale |
| ------ | --------- | --------------------------------------------- | ----- | ------------------ | ------------------- |
| 1ª     | 8 maggio  | Milano > Torino                               | 165   | Nello Troggi       | Nello Troggi        |
| 2ª     | 9 maggio  | Torino > Acqui Terme                          | 148   | Quirico Bernacchi  | Quirico Bernacchi   |
| 3ª     | 10 maggio | Acqui Terme > Genova                          | 158   | Giovanni Valetti   | Giovanni Valetti    |
| 4ª     | 11 maggio | Genova > Viareggio                            | 186   | Olimpio Bizzi      | Giovanni Valetti    |
| 5ª-1ª  | 12 maggio | Viareggio > Marina di Massa (cron. a squadre) | 60    | Legnano            | Gino Bartali        |
| 5ª-2ª  | 12 maggio | Marina di Massa > Livorno                     | 114   | Olimpio Bizzi      | Giovanni Valetti    |
|        | 13 maggio | giorno di riposo                              |       |                    |                     |
| 6ª     | 14 maggio | Livorno > Arezzo                              | 190   | Giuseppe Olmo      | Giovanni Valetti    |
| 7ª     | 15 maggio | Arezzo > Rieti                                | 206   | Marco Cimatti      | Giovanni Valetti    |
| 8ª-1ª  | 16 maggio | Rieti > Terminillo (cron. individuale)        | 20    | Gino Bartali       | Gino Bartali        |
| 8ª-2ª  | 16 maggio | Rieti > Roma                                  | 152   | Raffaele Di Paco   | Gino Bartali        |
| 9ª     | 17 maggio | Roma > Napoli                                 | 250   | Learco Guerra      | Gino Bartali        |
|        | 18 maggio | giorno di riposo                              |       |                    |                     |
| 10ª    | 19 maggio | Napoli > Foggia                               | 166   | Gino Bartali       | Gino Bartali        |
| 11ª-1ª | 20 maggio | Foggia > San Severo                           | 186   | Walter Generati    | Gino Bartali        |
| 11ª-2ª | 20 maggio | San Severo > Campobasso                       | 105   | Cesare Del Cancia  | Gino Bartali        |
| 12ª    | 21 maggio | Campobasso > Pescara                          | 258   | Marco Cimatti      | Gino Bartali        |
| 13ª    | 22 maggio | Pescara > Ancona                              | 194   | Aldo Bini          | Gino Bartali        |
| 14ª    | 23 maggio | Ancona > Forlì                                | 178   | Aldo Bini          | Gino Bartali        |
|        | 24 maggio | giorno di riposo                              |       |                    |                     |
| 15ª    | 25 maggio | Forlì > Vittorio Veneto                       | 266   | Glauco Servadei    | Gino Bartali        |
| 16ª    | 26 maggio | Vittorio Veneto > Merano                      | 227   | Gino Bartali       | Gino Bartali        |
| 17ª    | 27 maggio | Merano > Gardone Riviera                      | 190   | Gino Bartali       | Gino Bartali        |
|        | 28 maggio | giorno di riposo                              |       |                    |                     |
| 18ª    | 29 maggio | Gardone Riviera > San Pellegrino Terme        | 129   | Glauco Servadei    | Gino Bartali        |
| 19ª-1ª | 30 maggio | San Pellegrino Terme > Como                   | 151   | Marco Cimatti      | Gino Bartali        |
| 19ª-2ª | 30 maggio | Como > Milano                                 | 141   | Aldo Bini          | Gino Bartali        |
| Totale | Totale    | Totale                                        | 3 840 |                    |                     |

## Squadre e corridori partecipanti
Parteciparono alla corsa quattro squadre professionistiche da sette ciclisti l'una, sette "gruppi" sportivi da cinque ciclisti l'uno, e 31 "individuali" senza squadra né gruppo, per un totale di 94 ciclisti iscritti, 93 dei quali effettivamente al via. Di questi, 41 giunsero al traguardo finale di Milano.
| N.    | Cod. | Squadra             |
| ----- | ---- | ------------------- |
| 1-7   | BIA  | Bianchi             |
| 8-14  | FRE  | Fréjus              |
| 15-21 | GAN  | Ganna               |
| 22-28 | LEG  | Legnano             |
| 31-35 | EST  | Italiani all'Estero |
| 36-40 | BER  | Bertoldo            |

| N.    | Cod. | Squadra       |
| ----- | ---- | ------------- |
| 41-45 | LIT  | Il Littoriale |
| 46-50 | PAR  | S.S. Parioli  |
| 51-55 | BEL  | Belgio        |
| 56-60 | SUI  | Svizzera      |
| 61-65 | GER  | Germania      |
| 66-98 | IND  | Individuali   |

## Dettagli delle tappe

### 1ª tappa
- 8 maggio: Milano > Torino – 165 km

Risultati
| Pos. | Corridore        | Squadra       | Tempo    |
| ---- | ---------------- | ------------- | -------- |
| 1    | Nello Troggi     | I. all'Estero | 4h22'24" |
| 2    | Giuseppe Olmo    | Bianchi       | a 1'42"  |
| 3    | Attilio Masarati | Bertoldo      | s.t.     |

### 2ª tappa
- 9 maggio: Torino > Acqui Terme – 148 km

Risultati
| Pos. | Corridore         | Squadra      | Tempo    |
| ---- | ----------------- | ------------ | -------- |
| 1    | Quirico Bernacchi | S.S. Parioli | 4h17'09" |
| 2    | Olimpio Bizzi     | Fréjus       | s.t.     |
| 3    | Giovanni Gotti    | Individuali  | s.t.     |

### 3ª tappa
- 10 maggio: Acqui Terme > Genova – 158 km

Risultati
| Pos. | Corridore        | Squadra       | Tempo    |
| ---- | ---------------- | ------------- | -------- |
| 1    | Giovanni Valetti | Fréjus        | 4h53'18" |
| 2    | Mario Vicini     | Ganna         | s.t.     |
| 3    | Marco Cimatti    | I. all'Estero | s.t.     |

### 4ª tappa
- 11 maggio: Genova > Viareggio – 186 km

Risultati
| Pos. | Corridore     | Squadra | Tempo    |
| ---- | ------------- | ------- | -------- |
| 1    | Olimpio Bizzi | Fréjus  | 6h08'07" |
| 2    | Aldo Bini     | Bianchi | s.t.     |
| 3    | Enrico Mollo  | Fréjus  | s.t.     |

### 5ª tappa-1ª semitappa
- 12 maggio: Viareggio > Marina di Massa – Cronometro a squadre – 60 km

Risultati
| Pos. | Corridore           | Tempo    |
| ---- | ------------------- | -------- |
| 1    | Legnano             | 1h22'00" |
| 2    | Ganna               | a 1'48"  |
| 3    | Italiani all'Estero | a 2'18"  |

### 5ª tappa-2ª semitappa
- 12 maggio: Marina di Massa > Livorno – 114 km

Risultati
| Pos. | Corridore         | Squadra | Tempo    |
| ---- | ----------------- | ------- | -------- |
| 1    | Olimpio Bizzi     | Fréjus  | 3h10'02" |
| 2    | Alfons Deloor     | Bianchi | a 18"    |
| 3    | Cesare Del Cancia | Ganna   | a 38"    |

### 6ª tappa
- 14 maggio: Livorno > Arezzo – 190 km

Risultati
| Pos. | Corridore       | Squadra     | Tempo    |
| ---- | --------------- | ----------- | -------- |
| 1    | Giuseppe Olmo   | Bianchi     | 5h36'02" |
| 2    | Michele Mara    | Individuali | s.t.     |
| 3    | Walter Generati | Fréjus      | s.t.     |

### 7ª tappa
- 15 maggio: Arezzo > Rieti – 206 km

Risultati
| Pos. | Corridore       | Squadra       | Tempo    |
| ---- | --------------- | ------------- | -------- |
| 1    | Aldo Bini       | Bianchi       | 6h31'50" |
| 2    | Marco Cimatti   | I. all'Estero | s.t.     |
| 3    | Glauco Servadei | Ganna         | s.t.     |

### 8ª tappa-1ª semitappa
- 16 maggio: Rieti > Terminillo – Cronometro individuale – 20 km

Risultati
| Pos. | Corridore        | Squadra | Tempo   |
| ---- | ---------------- | ------- | ------- |
| 1    | Gino Bartali     | Legnano | 52'35"  |
| 2    | Aladino Mealli   | Legnano | a 41"   |
| 3    | Giovanni Valetti | Fréjus  | a 1'03" |

### 8ª tappa-2ª semitappa
- 16 maggio: Rieti > Roma – 152 km

Risultati
| Pos. | Corridore        | Squadra | Tempo    |
| ---- | ---------------- | ------- | -------- |
| 1    | Raffaele Di Paco | Legnano | 4h42'25" |
| 2    | Giuseppe Olmo    | Bianchi | s.t.     |
| 3    | Glauco Servadei  | Ganna   | s.t.     |

### 9ª tappa
- 17 maggio: Roma > Napoli – 250 km

Risultati
| Pos. | Corridore         | Squadra | Tempo    |
| ---- | ----------------- | ------- | -------- |
| 1    | Learco Guerra     | Legnano | 7h38'57" |
| 2    | Vasco Bergamaschi | Bianchi | s.t.     |
| 3    | Aladino Mealli    | Legnano | s.t.     |

### 10ª tappa
- 19 maggio: Napoli > Foggia – 166 km

Risultati
| Pos. | Corridore        | Squadra  | Tempo    |
| ---- | ---------------- | -------- | -------- |
| 1    | Gino Bartali     | Legnano  | 5h02'01" |
| 2    | Attilio Masarati | Bertoldo | a 1'12"  |
| 3    | Enrico Mollo     | Fréjus   | s.t.     |

### 11ª tappa-1ª semitappa
- 20 maggio: Foggia > San Severo – 186 km

Risultati
| Pos. | Corridore       | Squadra       | Tempo    |
| ---- | --------------- | ------------- | -------- |
| 1    | Walter Generati | Fréjus        | 6h23'00" |
| 2    | Marco Cimatti   | I. all'Estero | a 1'43"  |
| 3    | Glauco Servadei | Ganna         | s.t.     |

### 11ª tappa-2ª semitappa
- 20 maggio: San Severo > Campobasso – 105 km

Risultati
| Pos. | Corridore         | Squadra | Tempo    |
| ---- | ----------------- | ------- | -------- |
| 1    | Cesare Del Cancia | Ganna   | 3h18'55" |
| 2    | Gino Bartali      | Legnano | a 1'43"  |
| 3    | Enrico Mollo      | Fréjus  | a 2'08"  |

### 12ª tappa
- 21 maggio: Campobasso > Pescara – 258 km

Risultati
| Pos. | Corridore       | Squadra       | Tempo    |
| ---- | --------------- | ------------- | -------- |
| 1    | Marco Cimatti   | I. all'Estero | 9h23'12" |
| 2    | Glauco Servadei | Ganna         | s.t.     |
| 3    | Edoardo Molinar | Individuali   | s.t.     |

### 13ª tappa
- 22 maggio: Pescara > Ancona – 194 km

Risultati
| Pos. | Corridore      | Squadra       | Tempo    |
| ---- | -------------- | ------------- | -------- |
| 1    | Aldo Bini      | Bianchi       | 6h29'22" |
| 2    | Marco Cimatti  | I. all'Estero | s.t.     |
| 3    | Pietro Rimoldi | Ganna         | s.t.     |

### 14ª tappa
- 23 maggio: Ancona > Forlì – 178 km

Risultati
| Pos. | Corridore       | Squadra | Tempo    |
| ---- | --------------- | ------- | -------- |
| 1    | Aldo Bini       | Bianchi | 5h43'51" |
| 2    | Glauco Servadei | Ganna   | s.t.     |
| 3    | Pietro Rimoldi  | Ganna   | s.t.     |

### 15ª tappa
- 25 maggio: Forlì > Vittorio Veneto – 266 km

Risultati
| Pos. | Corridore       | Squadra | Tempo    |
| ---- | --------------- | ------- | -------- |
| 1    | Glauco Servadei | Ganna   | 8h00'00" |
| 2    | Aldo Bini       | Bianchi | s.t.     |
| 3    | Pietro Rimoldi  | Ganna   | s.t.     |

### 16ª tappa
- 26 maggio: Vittorio Veneto > Merano – 227 km

Risultati
| Pos. | Corridore       | Squadra | Tempo    |
| ---- | --------------- | ------- | -------- |
| 1    | Gino Bartali    | Legnano | 8h01'22" |
| 2    | Enrico Mollo    | Fréjus  | s.t.     |
| 3    | Walter Generati | Fréjus  | s.t.     |

### 17ª tappa
- 27 maggio: Merano > Gardone Riviera – 190 km

Risultati
| Pos. | Corridore    | Squadra | Tempo    |
| ---- | ------------ | ------- | -------- |
| 1    | Gino Bartali | Legnano | 6h39'11" |
| 2    | Aldo Bini    | Bianchi | s.t.     |
| 3    | Enrico Mollo | Fréjus  | s.t.     |

### 18ª tappa
- 29 maggio: Gardone Riviera > San Pellegrino Terme – 129 km

Risultati
| Pos. | Corridore       | Squadra     | Tempo    |
| ---- | --------------- | ----------- | -------- |
| 1    | Glauco Servadei | Ganna       | 4h07'15" |
| 2    | Pietro Rimoldi  | Ganna       | s.t.     |
| 3    | Bernardo Rogora | Individuali | s.t.     |

### 19ª tappa-1ª semitappa
- 30 maggio: San Pellegrino Terme > Como – 151 km

Risultati
| Pos. | Corridore       | Squadra       | Tempo    |
| ---- | --------------- | ------------- | -------- |
| 1    | Marco Cimatti   | I. all'Estero | 4h42'55" |
| 2    | Glauco Servadei | Ganna         | s.t.     |
| 3    | Aldo Bini       | Bianchi       | s.t.     |

### 19ª tappa-2ª semitappa
- 30 maggio: Como > Milano – 141 km

Risultati
| Pos. | Corridore           | Squadra | Tempo    |
| ---- | ------------------- | ------- | -------- |
| 1    | Aldo Bini           | Bianchi | 4h44'15" |
| 2    | Domenico Piemontesi | Bianchi | s.t.     |
| 3    | Giovanni Cazzulani  | Legnano | s.t.     |

## Classifiche finali

### Classifica generale - Maglia rosa
| Pos. | Corridore         | Squadra       | Tempo      |
| ---- | ----------------- | ------------- | ---------- |
| 1    | Gino Bartali      | Legnano       | 122h25'40" |
| 2    | Giovanni Valetti  | Fréjus        | a 8'18"    |
| 3    | Enrico Mollo      | Fréjus        | a 17'38"   |
| 4    | Severino Canavesi | Ganna         | a 21'38"   |
| 5    | Cesare Del Cancia | Ganna         | a 23'18"   |
| 6    | Walter Generati   | Fréjus        | a 27'28"   |
| 7    | Edoardo Molinar   | Individuali   | a 30'31"   |
| 8    | Bernardo Rogora   | Individuali   | a 32'07"   |
| 9    | Ambrogio Morelli  | I. all'Estero | a 48'22"   |
| 10   | Adriano Vignoli   | Individuali   | a 55'19"   |

### Classifica del Gran Premio della Montagna
| Pos. | Corridore      | Squadra     | Punti |
| ---- | -------------- | ----------- | ----- |
| 1    | Gino Bartali   | Legnano     | 37    |
| 2    | Enrico Mollo   | Fréjus      | 35    |
| 3    | Luigi Barral   | Bertoldo    | 22    |
| 4    | Ezio Cecchi    | Individuali | 9     |
| 5    | Adalino Mealli | Legnano     | 8     |

### Classifica liberi - Maglia bianca
La classifica "liberi" era riservata ai ciclisti dei gruppi e individuali.
| Pos. | Corridore        | Squadra       | Tempo      |
| ---- | ---------------- | ------------- | ---------- |
| 1    | Edoardo Molinar  | Individuali   | 122h59'41" |
| 2    | Bernardo Rogora  | Individuali   | a 5'07"    |
| 3    | Ambrogio Morelli | I. all'Estero | a 14'21"   |
| 4    | Adriano Vignoli  | Individuali   | a 21'18"   |
| 5    | Fausto Montesi   | Individuali   | a 27'04"   |

### Classifica a squadre
| Pos. | Squadra        | Tempo      |
| ---- | -------------- | ---------- |
| 1    | Fréjus         | 367h50'24" |
| 2    | Ganna          | a 1h24'24" |
| 3    | Legnano-Wolsit | a 2h24'58" |

### Classifica a gruppi
| Pos. | Squadra             | Tempo      |
| ---- | ------------------- | ---------- |
| 1    | Il Littoriale       | 370h58'04" |
| 2    | Italiani all'Estero | a 21'27"   |
| 3    | Bertoldo            | a 1h05'37" |
| 4    | Stranieri           | a 4h10'00" |